# Karol Mossakowski

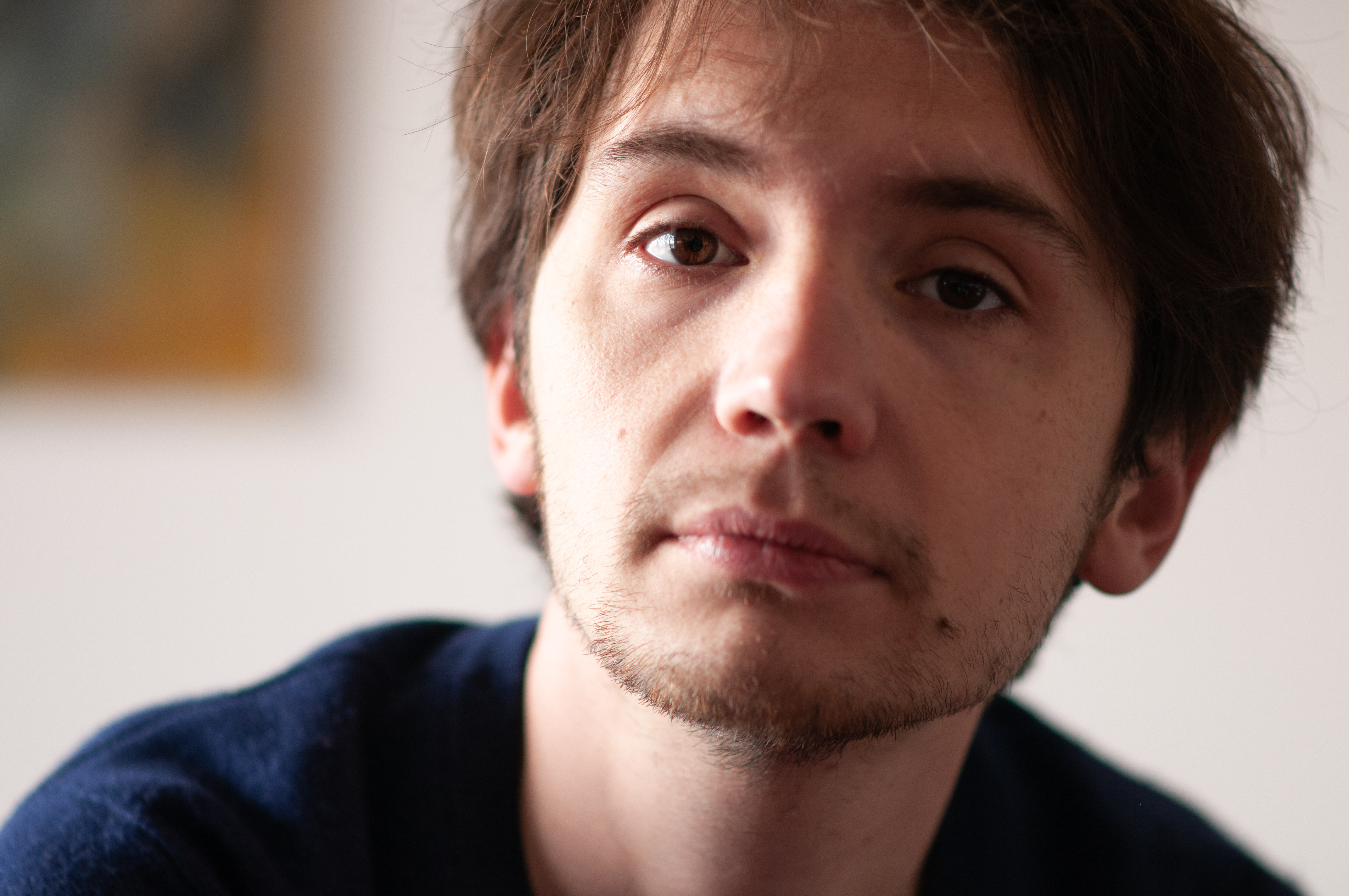
Karol Mossakowski

Karol Mossakowski (ur. 22 października 1990) – polski organista i kompozytor, żyjący na stałe we Francji, wykładowca, organista tytularny kościoła św. Sulpicjusza w Paryżu.

## Życiorys
Naukę gry na fortepianie i organach rozpoczął w wieku trzech lat pod kierunkiem swojego ojca. Studiował w Akademii Muzycznej w Poznaniu, gdzie jego pedagogami byli: Elżbieta Karolak i Jarosław Tarnawski. Następnie kształcił się w klasach organów, improwizacji i kompozycji Konserwatorium Paryskiego, pod kierunkiem Oliviera Latry’ego, Michela Bouvarda, Thierry’ego Escaicha i Philippe’a Lefebvre’a.
W latach 2017–2023 pełnił funkcję organisty tytularnego katedry w Lille (Francja). Od lutego 2023 organista tytularny wielkich organów Cavaillé-Colla w kościele św. Sulpicjusza w Paryżu (wespół z Sophie-Véronique Cauchefer-Choplin) jako pierwszy cudzoziemiec w historii.
Jest jednocześnie wykładowcą improwizacji w Wyższej Szkole Muzycznej Kraju Basków (Musikene), w San Sebastián (Hiszpania).

### Działalność koncertowa
Występował w wielu prestiżowych salach, takich jak: Audytorium Radia Francuskiego, Filharmonia Paryska, Narodowe Forum Muzyki we Wrocławiu, Audytorium Maurice’a Ravela w Lyonie, Filharmonia Narodowa w Warszawie, Filharmonia Moskiewska, Teatr Maryjski w Petersburgu, Narodowe Audytorium Muzyczne w Madrycie, Centrum Sztuk Pięknych w Brukseli (BOZAR), Konzerthalle w Bambergu, Filharmonia Drezdeńska, a także w licznych świątyniach, spośród których można wyróżnić katedry w: Paryżu, Berlinie, Kolonii, Wiedniu i Mediolanie.
Koncertował z wieloma orkiestrami, wśród których można wymienić: Orchestre Philharmonique de Radio France, Orchestre National de France, Orkiestrę Filharmonii Narodowej w Warszawie czy Orkiestrę Filharmonii Brukselskiej, kierowanymi przez dyrygentów tej miary co: Myung-Whun Chung, Kent Nagano, Mikko Franck, Giancarlo Guerrero, Cristian Măcelaru czy Lawrence Foster.
W sezonie 2014/2015 został artystą-rezydentem Bazyliki katedralnej św. Ludwika w Nowym Orleanie (Stany Zjednoczone), gdzie przez pół roku występował z recitalami, prowadził zajęcia z interpretacji i improwizacji organowej, jak również wystąpił z wykładem dla Amerykańskiej Gildii Organistów. W latach 2019–2022, był artystą-rezydentem w Radio France. Obecnie jest artystą-rezydentem Narodowej Orkiestry Symfonicznej Polskiego Radia w Katowicach.

## Nagrody i osiągnięcia
- Ogólnopolski Konkurs Organowy „Mendelssohn-Eben” w Krakowie (2009) – pierwsza nagroda,
- Międzynarodowy Konkurs im. Feliksa Nowowiejskiego w Poznaniu (2010) – pierwsza nagroda,
- II Akademicki Konkurs Organowy „Romuald Sroczyński in memoriam”, Poznań (2010) – pierwsza nagroda,
- Międzynarodowy Konkurs Praska Wiosna w Pradze (Republika Czeska) (2013) – Grand Prix oraz pięć nagród specjalnych,
- Międzynarodowy Konkurs Grand Prix Jean-Louis Florentz w Angers (Francja) (2015) – Grand Prix oraz nagroda publiczności,
- Międzynarodowy Konkurs Grand Prix André Marchal w Biarritz (Francja) (2015) – Grand Prix oraz nagroda publiczności,
- Międzynarodowy Konkurs Improwizacji „Boëllmann-Gigout” w Strasburgu (Francja) (2016) – Grand Prix,
- Grand Prix de Chartres (Francja) (2016)  – Grand Prix ex aequo,
- Nagroda Koryfeusz Muzyki Polskiej (w kategorii debiut roku) (2016),
- International Classical Music Award (ICMA) (2023).

## Dyskografia

### CD
- Rivages (2021) (Tempéraments – Radio France, TEM 316067),
- Poulenc / Jongen (2023) (CD Accord, ACD319),
- Edith Canat de Chizy: Suono (2023) (Signature, SIG11122).

### DVD
- La passion de Jeanne d’Arc (2017) (DVD, Gaumont-Pathé) – akompaniament do filmu niemego Męczeństwo Joanny d’Arc (1928, reż. Carl Theodor Dreyer), wykonany podczas Festiwalu Lumière 2015 w Lyonie